# Murex carbonnieri
Murex carbonnieri, tiếng Anh thường gọi là Carbonnier's murex, là một loài ốc biển săn mồi cỡ lớn, là động vật thân mềm chân bụng sống ở biển thuộc họ Muricidae, họ ốc gai.

## Tham khảo

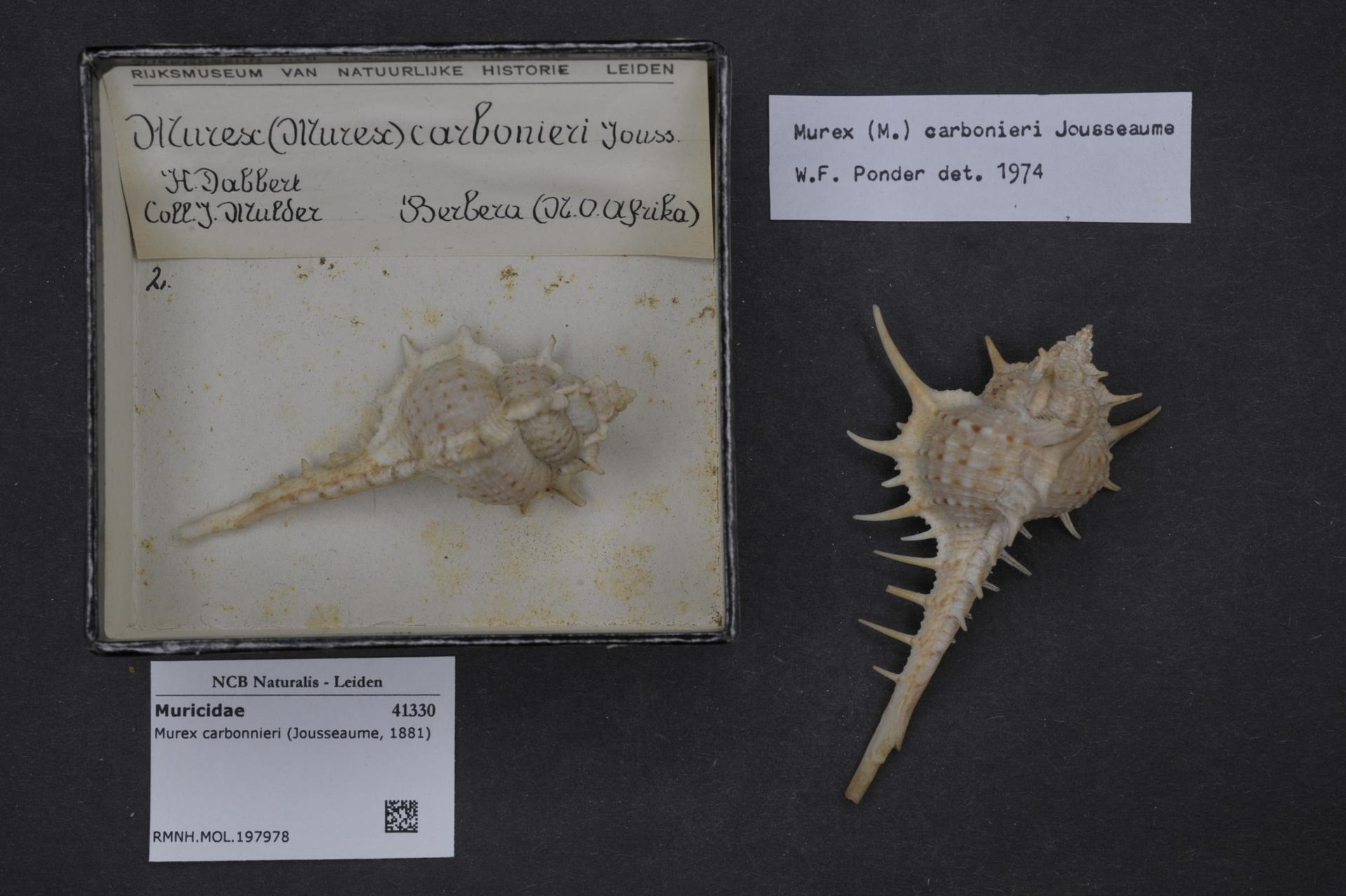
Mẫu vật bảo tàng